# Rio del Mar
Rio del Mar è un census-designated place (CDP) degli Stati Uniti d'America situato in California, nella contea di Santa Cruz.